# ولادیمیر باتز
ولادیمیر باتز (سیریلیک صربی: Владимир Батез؛ زادهٔ ۷ سپتامبر ۱۹۶۹) بازیکن والیبال اهل صربستان بود.
از افتخارات وی میتوان به کسب مدال طلا در بازی‌های المپیک تابستانی ۲۰۰۰ اشاره کرد.